# Benevento Calcio 2011-2012
Questa voce raccoglie le informazioni riguardanti il Benevento Calcio nelle competizioni ufficiali della stagione 2011-2012.

## Stagione
Nella stagione 2011-2012 il Benevento disputa il girone A del campionato di Lega Pro Prima Divisione, raccoglie 58 punti sul campo, ma con una penalizzazione di 2 punti in classifica, con 56 punti reali ottiene il sesto posto, il primo fuori dai Play-off. La stagione delle streghe è partita con Giovanni Simonelli in panchina, sostituito a fine novembre da Carmelo Imbriani, dopo la sconfitta interna (0-1) con il Carpi. Sul campo il Benevento ha ottenuto 28 punti nel girone di andata e 30 nel girone di ritorno, costantemente in lotta per i Play-off. Sono salite in Serie B la Ternana diretta e la Pro Vercelli che ha vinto gli spareggi. Nella Coppa Italia nazionale il Benevento nel primo turno ha superato (4-3) ai rigori la Tritium, mentre nel secondo turno, sempre ai rigori, viene estromesso (3-2) dal Gubbio. Nella Coppa Italia di Lega Pro le streghe non hanno disputato il girone di qualificazione, avendo disputato la Coppa Italia nazionale, sono entrate in scena nei turni ad eliminazione, nel primo turno hanno superato l'Aprilia sempre ai rigori (6-5), poi nel secondo turno sono uscite dal torneo (1-0) per mano del Foggia. Il bolzanino Michael Cia con 11 reti è stato il miglior marcatore di stagione.

## Divise e sponsor
Lo sponsor tecnico per la stagione 2012-2013 è Mass, mentre lo sponsor ufficiale è Italian Vento Power Corporation
| Casa | Trasferta | Terza divisa |

## Organigramma societario
Dal sito ufficiale della società
Area direttiva
- Presidente: Oreste Vigorito
- Amministratore Delegato:
- Area contabilità:

Area organizzativa
- Segretario generale:
- Addetta segreteria:
- Team manager:
- Responsabile Sicurezza Stadio:
- Vice delegato sicurezza stadio:
- Delegato Rapporto coi tifosi:

Area comunicazione
- Responsabile della comunicazioni:

Area tecnica
- Direttore sportivo:
- Allenatore:
- Allenatore in seconda:
- Preparatore dei portieri:
- Preparatore atletico:

Area sanitaria
- Responsabile sanitario:
- Medico sociale:
- Medico sociale:
- Fisioterapista:
- Nutrizionista:
- Magazziniere:

## Rosa
| N. |                    | Ruolo | Calciatore                 |
| -- | ------------------ | ----- | -------------------------- |
|    | Italia (bandiera)  | P     | Piergraziano Gori          |
|    | Romania (bandiera) | P     | Claudio Ioan Baican        |
|    | Italia (bandiera)  | P     | Roberto Mancinelli         |
|    | Italia (bandiera)  | D     | Ivan Pedrelli              |
|    | Italia (bandiera)  | D     | Andrea Signorini           |
|    | Italia (bandiera)  | D     | Emanuele D'Anna (capitano) |
|    | Italia (bandiera)  | D     | Michele Rinaldi            |
|    | Italia (bandiera)  | D     | Michele Anaclerio          |
|    | Italia (bandiera)  | D     | Angelo Siniscalchi         |
|    | Italia (bandiera)  | D     | Marco Candrina             |
|    | Italia (bandiera)  | D     | Riccardo Bolzan            |
|    | Italia (bandiera)  | D     | Andrea Mengoni             |
|    | Italia (bandiera)  | C     | Mirko Carretta             |
|    | Croazia (bandiera) | C     | Ivan Rajčić                |
|    | Italia (bandiera)  | C     | Carlo De Risio             |

| N. |                            | Ruolo | Calciatore         |
| -- | -------------------------- | ----- | ------------------ |
|    | Rep. Dominicana (bandiera) | C     | Vinicio Espinal    |
|    | Italia (bandiera)          | C     | Alessio Cristiani  |
|    | Paraguay (bandiera)        | C     | José Montiel       |
|    | Italia (bandiera)          | C     | Marco Mancosu      |
|    | Italia (bandiera)          | C     | Lorenzo Carotti    |
|    | Italia (bandiera)          | C     | Guido Davì         |
|    | Italia (bandiera)          | A     | Cristian Altinier  |
|    | Italia (bandiera)          | A     | Domenico Germinale |
|    | Italia (bandiera)          | A     | Cristian Buonaiuto |
|    | Italia (bandiera)          | A     | Mattia Montini     |
|    | Italia (bandiera)          | A     | Giacomo Cipriani   |
|    | Italia (bandiera)          | A     | Ettore Marchi      |
|    | Italia (bandiera)          | A     | Andrea Pintori     |
|    | Francia (bandiera)         | A     | Ousmane Sy         |
|    | Italia (bandiera)          | A     | Antonio Vacca      |

## Risultati

### Lega Pro Prima Divisione

#### Girone di andata
| Arbitro: | Peretti (Verona) |

|             |           |                         |
| Lanteri 43’ | Marcatori | 48’ Rinaldi 85’ Pintori |

| Arbitro: | Giallanza (Catania) |

|                               |           |  |
| Cia 25’, 62’ M. Anaclerio 73’ | Marcatori |  |

| Arbitro: | Saia (Palermo) |

|                   |           |                        |
| Vacca 44’ Cia 89’ | Marcatori | 28’ P. Rossi 66’ Gurma |

| Arbitro: | Cifelli (Campobasso) |

|                        |           |                      |
| Coresi 45’ Guidone 87’ | Marcatori | 15’ Cipriani 16’ Cia |

| Arbitro: | Aloisi (Avezzano) |

|                  |           |             |
| Vacca 62’ (rig.) | Marcatori | 3’ Iemmello |

| Arbitro: | Roca (Foggia) |

|                           |           |  |
| Litteri 37’ Miglietta 39’ | Marcatori |  |

| Arbitro: | Abbattista (Molfetta) |

|              |           |  |
| Cipriani 15’ | Marcatori |  |

| Arbitro: | Pairetto (Nichelino) |

|                         |           |                    |
| Ciotola 39’ F. Ripa 61’ | Marcatori | 64’ (rig.) Pintori |

| Arbitro: | Ros (Pordenone) |

|                  |           |  |
| R. Perna 5’, 48’ | Marcatori |  |

| Arbitro: | Fabbri (Ravenna) |

|                           |           |            |
| La Camera 16’, 58’ (rig.) | Marcatori | 11’ Guazzo |

| Arbitro: | Aureliano (Bologna) |

|                                   |           |             |
| Spampatti 46’ R. Bortolotto 90+3’ | Marcatori | 27’ Rinaldi |

| Arbitro: | Merlino (Udine) |

|                     |           |                                           |
| Cia 10’ Pintori 40’ | Marcatori | 64’ (rig.) De Angelis 82’ (rig.) D'Angelo |

| Arbitro: | Fiore (Barletta) |

|          |           |              |
| Falco 7’ | Marcatori | 15’, 35’ Cia |

| Arbitro: | De Benedictis (Bari) |

|  |           |            |
|  | Marcatori | 54’ Concas |

| Arbitro: | Bietolini (Firenze) |

|  |           |                     |
|  | Marcatori | 45+2’, 55’ Altinier |

| Arbitro: | Adducci (Paola) |

|                                                               |           |                  |
| Pintori 55’ A. Signorini 61’ Vacca 74’ Ousmane Sy 83’ Cia 89’ | Marcatori | 48’ (rig.) Fiale |

| Arbitro: | Dei Giudici (Latina) |

|               |           |                             |
| Valagussa 52’ | Marcatori | 79’ (rig.) Vacca 83’ D'Anna |

#### Girone di ritorno
| Arbitro: | Gallo (Barcellona Pozzo di Gotto) |

|  |           |              |
|  | Marcatori | 85’ Agodirin |

| Arbitro: | Minelli (Varese) |

|  |           |                                 |
|  | Marcatori | 59’ (aut.) Sevieri 88’ Altinier |

| Arbitro: | Aversano (Treviso) |

|  |           |                          |
|  | Marcatori | 17’ Altinier 79’ Montini |

| Arbitro: | Pezzuto (Lecce) |

|                     |           |  |
| Altinier 36’ (rig.) | Marcatori |  |

| Arbitro: | Ghersini (Genova) |

|                                |           |  |
| Di Piazza 7’, 15’ Iemmello 78’ | Marcatori |  |

| Arbitro: | Abbattista (Molfetta) |

|  |           |                       |
|  | Marcatori | 3’ Nolè 64’ Miglietta |

| Arbitro: | Borriello (Mantova) |

|                             |           |  |
| F. Di Nunzio 16’ Sabato 88’ | Marcatori |  |

| Arbitro: | Soricaro (Barletta) |

|             |           |  |
| Pintori 87’ | Marcatori |  |

| Arbitro: | Bruno (Torino) |

|                          |           |  |
| Sodano 7’ Altinier 90+5’ | Marcatori |  |

| Arbitro: | Rocca (Vibo Valentia) |

|            |           |                   |
| Di Deo 57’ | Marcatori | 90+2’ Siniscalchi |

| Arbitro: | Mangialardi (Pistoia) |

|             |           |  |
| Pintori 46’ | Marcatori |  |

| Arbitro: | Cifelli (Campobasso) |

|              |           |         |
| Zigoni 90+3’ | Marcatori | 23’ Cia |

| Arbitro: | Dei Giudici (Latina) |

|                                 |           |  |
| A. Signorini 12’ Ousmane Sy 51’ | Marcatori |  |

| Arbitro: | Bindoni (Venezia) |

|                     |           |         |
| Memushaj 53’ (rig.) | Marcatori | 58’ Cia |

| Arbitro: | Merlino (Udine) |

|                                |           |  |
| Pintori 8’ (rig.) Cipriani 89’ | Marcatori |  |

| Arbitro: | Aureliano (Bologna) |

|                          |           |              |
| Carnesalini 22’ Zaza 79’ | Marcatori | 12’ Altinier |

| Arbitro: | Castrignanò (Brindisi) |

|         |           |  |
| Cia 39’ | Marcatori |  |

### Coppa Italia

#### Turni preliminari
| Arbitro: | Illuzzi (Molfetta) |

|                                                |                      |                                                |
| Vacca 16’                                      | Marcatori            |                                                |
| Germinale G. Falzarano D'Anna Frascatore Vacca | Tiri di rigore 4 – 3 | M. Chimenti Floriano R. Bortolotto Teso Sinato |

| Arbitro: | Palazzino (Ciampino) |

|                                     |                      |                                               |
| D. Ciofani 21’ (rig.) Giannetti 92’ | Marcatori            | 72’ Germinale 114’ G. Falzerano               |
| Farina Giannetti Garibaldi Ciofani  | Tiri di rigore 3 – 2 | Pedrelli W. Wagner Germinale Pintori Cipriani |

### Coppa Italia Lega Pro
| Arbitro: | Pierro (Nola) |

|                                            |                      |                                              |
| Piroli 57’ J. Caranci 87’                  | Marcatori            | 49’ Calderini 64’ Siclari                    |
| Ousmane Sy Cia De Risio M. Anaclerio Vacca | Tiri di rigore 4 – 3 | Branicki Cruciani Salese Siclari C. Bonaiuto |

| Arbitro: | Fanton (Lodi) |

|           |           |  |
| Torni 46’ | Marcatori |  |

## Statistiche
Statistiche aggiornate al 31 agosto 2012.

### Statistiche di squadra
| Competizione          | Punti | In casa | In casa | In casa | In casa | In casa | In casa | In trasferta | In trasferta | In trasferta | In trasferta | In trasferta | In trasferta | Totale | Totale | Totale | Totale | Totale | Totale | DR |
| Competizione          | Punti | G       | V       | N       | P       | Gf      | Gs      | G            | V            | N            | P            | Gf           | Gs           | G      | V      | N      | P      | Gf     | Gs     | DR |
| --------------------- | ----- | ------- | ------- | ------- | ------- | ------- | ------- | ------------ | ------------ | ------------ | ------------ | ------------ | ------------ | ------ | ------ | ------ | ------ | ------ | ------ | -- |
| Lega Pro              | 43    | 15      | 8       | 2       | 5       | 16      | 10      | 15           | 3            | 8            | 4            | 19           | 18           | 30     | 11     | 10     | 9      | 35     | 28     | +7 |
| Coppa Italia          | -     | 1       | 1       | 0       | 0       | 1       | 0       | 1            | 0            | 0            | 1            | 1            | 2            | 2      | 1      | 0      | 1      | 2      | 2      | 0  |
| Coppa Italia Lega Pro | -     | 2       | 2       | 0       | 0       | 3       | 1       | 2            | 1            | 0            | 1            | 1            | 2            | 4      | 3      | 0      | 1      | 4      | 2      | +2 |
| Totale                | -     | 18      | 11      | 2       | 5       | 20      | 11      | 18           | 4            | 5            | 6            | 21           | 15           | 36     | 15     | 10     | 11     | 41     | 32     | +9 |

### Andamento in campionato
| Giornata  | 1 | 2 | 3 | 4 | 5 | 6 | 7 | 8 | 9  | 10 | 11 | 12 | 13 | 14 | 15 | 16 | 17 | 18 | 19 | 20 | 21 | 22 | 23 | 24 | 25 | 26 | 27 | 28 | 29 | 30 |
| --------- | - | - | - | - | - | - | - | - | -- | -- | -- | -- | -- | -- | -- | -- | -- | -- | -- | -- | -- | -- | -- | -- | -- | -- | -- | -- | -- | -- |
| Luogo     | T | C | T | C | T | T | C | T | C  | C  | T  | C  | T  | C  | T  | C  | T  | C  | T  | C  | C  | T  | C  | T  | T  | C  | T  | C  | T  | C  |
| Risultato | P | V | V | P | V | P | P | N | P  | V  | N  | N  | P  | V  | N  | P  | V  | N  | V  | V  | V  | N  | V  | N  | N  | V  | N  | P  | P  | N  |
| Posizione |   |   |   | 7 |   |   |   |   | 12 |    |    |    | 11 |    | 11 | 12 | 12 |    |    |    | 6  | 7  | 5  | 6  |    | 5  | 6  | 6  | 6  | 6  |

Fonte:  GIRONE C STATISTICA, su lega-pro.com.
Legenda:

Luogo: C = Casa; T = Trasferta. Risultato: V = Vittoria; N = Pareggio; P = Sconfitta.

### Statistiche dei giocatori
Sono in corsivo i calciatori che hanno lasciato la società a stagione in corso.
| Giocatore      | Lega Pro | Lega Pro | Lega Pro    | Lega Pro   | Coppa Italia | Coppa Italia | Coppa Italia | Coppa Italia | Coppa Italia Lega Pro | Coppa Italia Lega Pro | Coppa Italia Lega Pro | Coppa Italia Lega Pro | Totale   | Totale | Totale      | Totale     |
| Giocatore      | Presenze | Reti     | Ammonizioni | Espulsioni | Presenze     | Reti         | Ammonizioni  | Espulsioni   | Presenze              | Reti                  | Ammonizioni           | Espulsioni            | Presenze | Reti   | Ammonizioni | Espulsioni |
| -------------- | -------- | -------- | ----------- | ---------- | ------------ | ------------ | ------------ | ------------ | --------------------- | --------------------- | --------------------- | --------------------- | -------- | ------ | ----------- | ---------- |
| P. Gori        | 27       | -25      | 3           | 1          | 2            | 0            | 0            | 1            | 0                     | -                     | -                     | -                     | 29       | -25    | 3           | 2          |
| R. Mancinelli  | 5        | -3       | 0           | 1          | 1            | -2           | 0            | 0            | 0                     | -                     | 0                     | -                     | 6        | -5     | 0           | 1          |
| C. Baican      | 20       | 0        | 7           | 1          | -            | -            | -            | -            | -                     | -                     | -                     | -                     | 20       | 0      | 7           | 1          |
| A. Signorini   | 3        | 0        | 0           | 0          | 0            | 0            | 0            | 0            | 0                     | -                     | -                     | -                     | 3        | 0      | 0           | 0          |
| E. D'Anna      | 24       | 1        | 9           | 0          | 2            | 0            | 0            | 0            | -                     | -                     | -                     | -                     | 26       | 1      | 9           | 0          |
| P. Pedrelli    | 12       | 1        | 5           | 0          | 2            | 0            | 0            | 0            | -                     | -                     | -                     | -                     | 14       | 1      | 5           | 0          |
| M. Anaclerio   | 14       | 0        | 4           | 1          | -            | -            | -            | -            | -                     | -                     | -                     | -                     | 14       | 0      | 4           | 1          |
| M. Rinaldi     | 9        | 0        | 2           | 0          | -            | -            | -            | -            | -                     | -                     | -                     | -                     | 9        | 0      | 2           | 0          |
| A. Siniscalchi | 18       | 1        | 4           | 1          | -            | -            | -            | -            | -                     | -                     | -                     | -                     | 18       | 1      | 4           | 1          |
| R. Bolzan      | 15       | 0        | 3           | 0          | 0            | 0            | 0            | 0            | -                     | -                     | -                     | -                     | 15       | 0      | 3           | 0          |
| M. Mengoni     | 25       | 0        | 0           | 0          | 0            | 0            | 0            | 0            | -                     | -                     | -                     | -                     | 25       | 0      | 0           | 0          |
| I. Rajcic      | 26       | 0        | 12          | 1          | -            | -            | -            | -            | 0                     | -                     | -                     | -                     | 26       | 0      | 12          | 1          |
| C. De Risio    | 5        | 0        | 3           | 1          | 0            | 0            | 0            | 0            | 0                     | -                     | -                     | -                     | 5        | 0      | 3           | 1          |
| V. Espinal     | 7        | 0        | 0           | 0          | 0            | 0            | 0            | 0            | 0                     | 0                     | -                     | -                     | 7        | 0      | 0           | 0          |
| A. Cristiani   | 9        | 0        | 1           | 0          | 0            | 0            | 0            | 0            | 0                     | 0                     | -                     | -                     | 9        | 0      | 1           | 0          |
| J. Montiel     | 25       | 2        | 5           | 1          | 0            | 0            | 0            | 0            | -                     | -                     | -                     | -                     | 25       | 2      | 5           | 1          |
| M. Mancosu     | 29       | 9        | 6           | 0          | 0            | 0            | 0            | 0            | 0                     | -                     | 0                     | -                     | 29       | 9      | 6           | 0          |
| L. Carotti     | 14       | 0        | 3           | 0          | 0            | 0            | 0            | 0            | -                     | -                     | -                     | -                     | 14       | 0      | 3           | 0          |
| M. Montini     | 12       | 2        | 2           | 0          | 0            | 0            | 0            | 0            | -                     | -                     | -                     | -                     | 12       | 2      | 2           | 0          |
| G. Davì        | 10       | 1        | 3           | -          | 2            | 1            | 0            | 0            | 1                     | -                     | 1                     | -                     | 13       | 2      | 4           | 0          |
| C. Altinier    | 10       | 6        | 1           | 0          | 0            | -0           | 0            | 0            | -                     | -                     | -                     | -                     | 10       | 6      | 1           | 0          |
| D. Germinale   | 21       | 5        | 7           | 0          | -            | -            | -            | -            | 0                     | -                     | -                     | -                     | 21       | 5      | 7           | 0          |
| C. Buonaiuto   | 15       | 0        | 0           | 0          | 0            | 0            | 0            | 0            | -                     | -                     | -                     | -                     | 15       | 0      | 0           | 0          |
| G. Cipriani    | 8        | 1        | 3           | 1          | -            | -            | -            | -            | -                     | -                     | -                     | -                     | 8        | 1      | 3           | 1          |
| E. Marchi      | 30       | 5        | 2           | 0          | 0            | 0            | 0            | 0            | -                     | -                     | -                     | -                     | 30       | 5      | 2           | 0          |
| A. Marotta     | 13       | 3        | 0           | 0          | 0            | 0            | 0            | 0            | -                     | -                     | -                     | -                     | 13       | 3      | 0           | 0          |